# Association pour la promotion sociale de la masse
L’Association pour la promotion sociale de la masse (APROSOMA) est un mouvement hutu actif entre 1957 et 1965 au Ruanda-Urundi. D'abord association, l'APROSOMA est devenue en 1959 un parti politique.

## Contexte historique
À l'issue de la défaite de l'Allemagne lors de la Première Guerre mondiale, le conseil des puissances alliées attribue en 1919 à la Belgique le mandat sur le Ruanda-Urundi. Après la Seconde Guerre, une charte des Nations-Unies remplace le régime des mandats par les tutelles, notamment en ce qui concerne l'autorité de la Belgique sur le Ruanda-Urundi, en 1949.
Les Belges arrivent dans ce pays alors qu'il existe déjà un système hiérarchisé entre les Hutus et les Tutsis. Traditionnellement, les Hutus sont des paysans qui cultivent une terre dont le rendement se révèle trop faible pour faire face à la croissance démographique, alors que les grands troupeaux de bovidés confèrent aux Tutsis une supériorité économique. Leurs possessions leur permettent par la suite d'accéder plus facilement à l'enseignement et aux fonctions les plus importantes dans la société. Un système féodal se met en place et se manifeste à travers un contrat de servage pastoral des Hutus envers les Tutsis, appelé Ubuhake.
Dès 1956, des tensions politiques apparaissent au cours des élections communales, ainsi qu'avec la publication du Manifeste des Bahutu de mars 1957. De plus, la mort du mwami Mutara le 25 juillet 1959 ne fait que déstabiliser davantage le pays. En effet, les Tutsis placent sur le trône un jeune roi facilement manipulable, Kigeli V, soucieux de préserver leurs privilèges.

## Apparition et évolution de l'APROSOMA
L'APROSOMA est créée par l'ancien séminariste Joseph Gitera Habyarimana en novembre 1957. Au départ, il s'agit d'une association, dont le siège se trouve à Save, dans la région d'Astrida. À travers son journal Ijwi iya rubanda rugufi (en français, « La voix du menu peuple »), l'APROSOMA encourage les Hutus à lutter contre leur asservissement. L'association, située dans le sud du Ruanda, est liée au Mouvement social muhutu, créé la même année dans le nord du pays. Les deux associations possèdent le même programme de base et partagent « l'objectif [...] de démocratisation des institutions administratives et politiques du pays et une réforme judiciaire radicale ».
Le 15 février 1959, l'APROSOMA devient un parti politique et les opposants réagissent en créant l'Union nationale rwandaise (en) (UNAR), un parti traditionaliste, nationaliste et majoritairement composé de Tutsis. Au cours de l'année, l'APROSOMA est le principal adversaire de l'UNAR. La situation évolue lorsque le Mouvement social muhutu crée à son tour un parti politique, le Parmehutu, le 18 octobre 1959 Le Mouvement social muhutu est en effet en désaccord sur les méthodes adoptées et condamne les propos violents tenus par le président de l'APROSOMA, Joseph Gitera, qui conteste le pouvoir en place. En effet, l'APROSOMA souhaiterait l'indépendance progressive du pays avec la mise en place d'une monarchie constitutionnelle, d'une constitution démocratique et de réformes sociales. Ces revendications sont exprimées dans une lettre destinée au ministre belge Maurice Van Hemelrijck. En mars, Gitera adresse une lettre, cette fois directement au roi Baudouin. Il est ambigu lorsqu'il aborde le sujet de l'indépendance du pays, souhaitant « voir la Belgique poursuivre son œuvre civilisatrice », mais demandant que soit instauré « la démocratisation immédiate de l'Administration du pays ».
En juin 1959, les Tutsis accusent les leaders de l'APROSOMA de s'opposer au pouvoir du mwami et à l'indépendance du Ruanda. Joseph Gitera Habyarimana réplique en incitant les Hutus à éviter tout contact avec les Tutsis. La virulence de ses propos lui vaut plusieurs réprimandes de la part de la hiérarchie religieuse. Aloys Munyangaju le remplace pour cette raison le 17 octobre 1959. Beaucoup plus modéré que son prédécesseur à l'égard des Tutsis, il est aussi favorable à l'union du Ruanda et de l'Urundi, ce qui l'obligera à céder sa place de vice-président de l'Assemblée législative à un député du Parmehutu en 1962. Il a cependant un mandat de député de 1961 à 1965, dans le cadre duquel il se démarque par son respect de la démocratie et de la loi.
Au cours des années qui suivent, l'APROSOMA décline progressivement au profit du Parmehutu, qui récupère ses anciens membres. En 1965, les élections législatives marquent sa fin. Le Parmehutu reste alors l'unique parti hutu.